# Octonoba dentata
Octonoba dentata är en spindelart som beskrevs av Dong, Zhu och Yoshida 2005. Octonoba dentata ingår i släktet Octonoba och familjen krusnätsspindlar. Inga underarter finns listade i Catalogue of Life.